# Obi-Wan Kenobi
Obi-Wan Kenobi é um personagem fictício da saga de ficção científica Star Wars, que participou dos seis primeiros filmes (A Ameaça Fantasma, O Ataque dos Clones, A Vingança dos Sith, Uma Nova Esperança, O Império Contra-Ataca e, O Retorno do Jedi). Na trilogia original, foi interpretado por Alec Guinness e nos outros três por Ewan McGregor, que interpretou a versão jovem do personagem, e que em 2022 reprisou o papel na série própria do personagem.
Obi Wan Kenobi Foi criado desde cedo pela ordem Jedi,e instruído pelo seu mestre Qui-Gon Jinn.Kenobi foi o primeiro Jedi a derrotar um Sith em milênios.Após os eventos de "A Ameaça fantasma",Tornou-se mestre de Anakin Skywalker (o escolhido) ,também foi mentor do filho do seu antigo aprendiz Luke Skywalker.Obi-Wan adotou o nome de Ben Kenobi Após os eventos de a "Vingança dos Sith" como forma de se esconder do Império galático .
O American Film Institute (AFI) em sua lista: "100 maiores heróis e vilões, elegeu Kenobi o 37º maior herói do cinema americano.

## Episódio I
Como todo Jedi, Obi-Wan foi treinado na infância pelo mestre Yoda. Depois, foi aprendiz do mestre Jedi Qui-Gon Jinn.
Quando Obi-Wan tinha 25 anos, ele e Qui-Gon foram enviados para negociar no bloqueio comercial do planeta Naboo pela Federação do Comércio. Resgataram a Rainha Amidala, que, a pedido de Qui-Gon, resolve ir até Coruscant. Ao sair de Naboo, a nave da rainha fora interceptada por uma nave da Federação do Comércio e acabou perdendo os escudos de força, o que praticamente tornaria inevitável a destruição da nave, mas o androide R2-D2 consegue reativar o escudo. Devido aos danos causados pela interceptação (perda do Hiperdrive), eles ficam impossibilitados de viajar até Coruscant e acabam buscando refugio em Tatooine, uma ideia de Obi-Wan para não serem localizados pela Federação, pois o planeta segue regras de uma família de gângsters conhecida como Hutts, e é neste momento que Qui-Gon encontra o jovem Anakin Skywalker.
Depois de Amidala protestar no Senado, ela resolveu retomar Naboo; e lá os Jedi encontram o Sith Darth Maul. Qui-Gon é morto por ele, mas Obi-Wan consegue derrotá-lo. Obi-Wan torna-se um cavaleiro Jedi e resolve seguir o último desejo de Qui-Gon: assumir como padawan (aprendiz) Anakin, ensinando a ele tudo o que sabe.

## Episódio II
Dez anos se passam. Depois de Amidala sofrer um atentado, Obi-Wan e Anakin são convocados para protegê-la (de Darth Sidious). Depois de outra tentativa de homicídio, os dois acham a caçadora de recompensas culpada, chamada Zam Wesell - mas ela é morta antes de contar quem está por trás dos ataques. Obi-Wan pega o dardo que a matou e, depois de descobrir sua origem, vai para Kamino.

Lá descobre um exército de clones, feito para a República a pedido do falecido Jedi Zaifo-Vias… depois que Obi-Wan é atacado pelo mercenário Jango Fett, resolve seguí-lo até Geonosis.
Lá, ele acha os líderes separatistas, mas é capturado. Depois de sobreviver em uma arena onde seria morto por feras, Obi-Wan e Anakin (que viera a seu resgate) vão atrás do líder separatista, Conde Dooku, mas ele escapa.
E começa a Guerra dos Clones.

## A Guerra dos Clones (filme e série de animação)
Obi-Wan Kenobi é um personagem principal no filme de animação Star Wars: A Guerra dos Clones e na série televisiva de animação Star Wars: The Clone Wars. Tanto o filme quanto a série animada o retratam como um general nas Guerras Clônicas, e ele e Anakin, recém-nomeado Cavaleiro Jedi, têm muitas aventuras lutando contra os separatistas. Esta série destaca seus numerosos confrontos com o General Grievous, sua relação de confronto com Asajj Ventress, seu romance com a duquesa Satine Kryze e o retorno de seu velho inimigo Darth Maul (que em um ato de vingança contra Obi-Wan, matou Satine em sua frente).

## Episódio III
Três anos se passaram. Obi-Wan e Anakin vão resgatar o chanceler Palpatine do Conde Dookan, outro líder separatista. Depois do salvamento, Obi-Wan é designado para eliminar Grievous em Utapau. Lá, Obi-Wan é traído por suas tropas de clones e vai ao encontro do Senador Bail Organa e de mestre Yoda. Quando volta para o Templo Jedi, Obi-Wan e Yoda sofrem uma emboscada, mas matam facilmente os soldados. Ao entrar, eles descobrem que os outros Jedi foram assassinados a pedido do agora imperador (e Sith) Palpatine, e os aprendizes do templo foram mortos por Anakin, que passara para o Lado Negro da Força.
Obi-Wan é forçado a combatê-lo. Vai até Mustafar, um planeta vulcânico onde Anakin estava. Os dois duelam. Num golpe certeiro, Obi-Wan corta um braço e as pernas de Anakin, deixando-o impedido de se mover. Pega seu sabre de luz e o deixa lá para morrer.
Depois, para fugir das tropas imperiais, Obi-Wan esconde-se em Tatooine, sabendo que Anakin odeia seu planeta natal. Ele leva para lá o filho de Anakin, Luke (que o deixa sob os cuidados de seu tio Owen e sua tia Beru) e Leia, a irmã gêmea de Luke é adotada pelo senador Bail Organa.

## Episódio IV

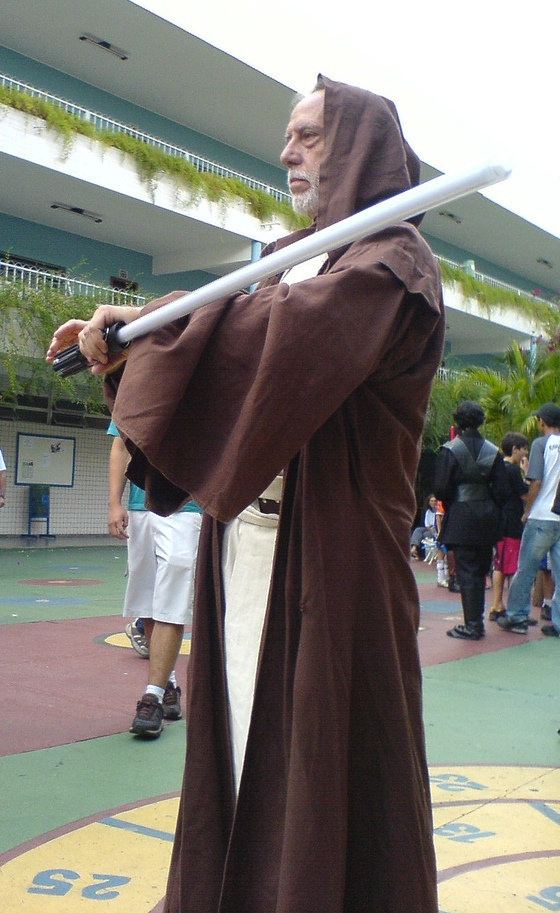
Cosplay de Obi-Wan Kenobi para os Episódios IV, V e VI.

Quando o robô R2-D2, recém comprado por Luke Skywalker (filho de Anakin Skywalker), apresenta um holograma de uma certa princesa Leia dirigido a Obi-Wan Kenobi, e ele se lembra do eremita Ben Kenobi. Ao achá-lo, Obi-Wan resolve ir ao encontro de Leia e é o responsável pelo início do treinamento de Luke, ao dar-lhe o sabre de luz de Anakin pego 19 anos antes. Contratam o mercenário Han Solo para levá-los para Alderaan, mas ao chegar lá o planeta fora destruído pela Estrela da Morte. O "raio trator" da Estrela captura a nave, e Obi-Wan vai desligá-lo. No caminho de volta à nave, encontra Darth Vader (nome de Anakin como Sith). Os dois duelam, e Obi-Wan morre. E, com sua morte, acaba atingindo um grau de conexão com a Força que lhe permite comunicar-se com os vivos, guiando assim o jovem Luke no ataque à Estrela da Morte.

## Episódio V e VI
Em O Império Contra-Ataca, o espírito de Obi-Wan aparece a Luke, e diz-lhe para encontrar o lendário Mestre Yoda e terminar seu treinamento.
Depois da morte de Yoda (O Retorno de Jedi), Obi-Wan aparece para dar palavras de conforto, e lamentar por não ter contado que Vader era seu pai (dissera "seu pai foi morto por Darth Vader"). E então diz que a paz na Galáxia só pode ser conseguida se Luke matar Vader.
Ao final da Batalha de Endor, em que a segunda Estrela da Morte foi destruída, o Imperador Palpatine morre e Vader também; os espíritos de Obi-Wan, Yoda e de um Anakin redimido aparecem para Luke, na festa da vitória.

## Episódio VII
Em O Despertar da Força, sua voz pode ser ouvida (combinando as vozes de Ewan McGregor e Sir Alec Guinness para formar uma frase), na cena que Rey toca no sabre de luz que já pertenceu à Anakin Skywalker e seu filho Luke, ela tem uma visão da Força. Então ele diz: "Rey... esses são seus primeiros passos."